# Lasiocampa serrula
Espèce
Lasiocampa serrula est une espèce de lépidoptères, un papillon appartenant à la famille des Lasiocampidae, à la sous-famille des Lasiocampinae et au genre Lasiocampa.
- Répartition : sud de la péninsule Ibérique et Maghreb.
- Envergure du mâle : de 18 à 20 mm.
- Période de vol : de septembre à novembre.
- Habitat : marais et steppes salés.
- Plantes-hôtes : Salsola, Arthrocnemum, Atriplex.

### Source
- P.C. Rougeot, P. Viette, Guide des papillons nocturnes d'Europe et d'Afrique du Nord, Delachaux et Niestlé, Lausanne 1978.